# Gilbert Stuart
Gilbert Charles Stuart, nato Stewart (Saunderstown, 3 dicembre 1755 – Boston, 9 luglio 1828), è stato un pittore statunitense, autore dei ritratti ufficiali dei primi cinque presidenti degli Stati Uniti.
La sua formazione artistica avvenne a Londra, dove fu allievo del suo conterraneo Benjamin West: si specializzò come ritrattista meditando gli esempi di Thomas Gainsborough e Joshua Reynolds.
Il suo ritratto di George Washington è tuttora riprodotto sulle banconote da 1 dollaro.

## Biografia

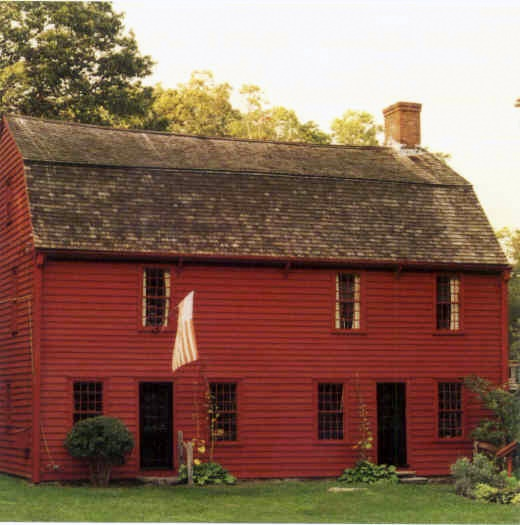
La casa natale di Gilbert Stuart a Saunderstown

### Giovinezza
Gilbert Stuart nacque il 3 dicembre 1755 a Saunderstown, villaggio del Rhode Island, e venne battezzato l'11 aprile 1756 alla chiesa di Old Narragansett. Gilbert era il terzogenito di Gilbert Stewart, un immigrato di origini scozzesi impegnato nell'industria del tabacco; la madre, Elizabeth Anthony Stewart, era invece una ricca proprietaria terriera.
All'età di sei anni Gilbert Stuart si trasferì nel villaggio di Newport, dove il padre era stato chiamato per motivi di lavoro. Fu proprio a Newport che Stuart rivelò la propria inclinazione per la pittura, che apprese sotto la guida dell'artista scozzese Cosmo Alexander, appena arrivato negli Stati Uniti. Negli anni in cui fu allievo di Alexander, Stuart ricevette i primi rudimenti dell'arte ed incominciò ad informare personali orientamenti di gusto; frutto di questa formazione è il famoso ritratto Dr. Hunter's Spaniels, steso quando l'artista aveva 14 anni.
Nel 1771 Stuart si trasferì in Scozia insieme ad Alexander, così da completare i propri studi; ciò malgrado, Alexander morì ad Edimburgo l'anno successivo. Con la morte del proprio mentore Gilbert affrontò un periodo di nera miseria; ma non riuscendo né a guadagnarsi da vivere, né a dare un decisivo impulso alla propria carriera artistica, nel 1773 decise di lasciare la Scozia e di fare ritorno a Newport.

### Inghilterra ed Irlanda
Le aspirazioni di Stuart di divenire un ritrattista vennero messe in pericolo con l'insorgere della rivoluzione americana. Seguendo l'esempio di John Singleton Copley, Stuart nel 1775 partì per l'Inghilterra, dove divenne il protégé dell'influente Benjamin West, con il quale studiò arte nei sei anni successivi. L'influsso del West fu quanto mai benefico, tanto che Stuart divenne espositore alla Royal Academy già nel 1777.
Ma la gloria gli venne dall'esecuzione del ritratto di William Grant, sotto le vesti de Il pattinatore (1782). Quest'opera gli diede molta fama e commissioni, tanto che ad un certo punto prese posto tra i migliori ritrattisti, superato solo dai celebri artisti inglesi Joshua Reynolds e Thomas Gainsborough. Frattanto, s'invaghì di una giovane fanciulla, Charlotte Coates, che sposò proprio in questo periodo. I proventi delle commissioni, tuttavia, erano insufficienti per risanare le sue pressanti ristrettezze economiche, che lo spinsero a fuggire a Dublino, in Irlanda, dove lavorò ed accumulò debiti con il medesimo vigore.

### New York e Filadelfia
Lasciata l'Irlanda per gli Stati Uniti, nel 1793 Stuart fece affrettatamente sosta a New York per poi stabilirsi a Germantown, vicino (oggi però ne è stata inglobata) Filadelfia, dove inaugurò il proprio atelier. Fu proprio qui che non solo si creò una fama eccellente, ma che ritrasse molti dei famosi Americani del suo tempo.
Fu a Filadelfia, infatti, che Stuart eseguì una serie di ritratti di George Washington, che lo tennero impegnato, ed altamente retribuito, per molti anni. Di queste opere, la più famosa di queste versioni è The Athenaeum, che costituisce l'immagine riprodotta sulla banconota da 1 dollaro; ciò malgrado, la tela è incompleta, in quanto Stuart lasciò senza corpo i volti immortalati. Alla morte dell'artista, le tele vennero poi acquistate dalla National Portrait Gallery and Museum of Fine Arts di Boston, accettando nel 2014 di condividerle con la National Portrait Gallery di Washington.
Altro celeberrima raffigurazione di Washington realizzata da Stuart in quegli anni fu il cosiddetto ritratto Lansdowne, che fece raggiungere all'artista grandissima fama a Filadelfia, a Washington, e addirittura anche a Boston, dove si trasferì nel 1805. Circondato dall'apprezzamento di numerosi artisti, quali John Trumbull, Thomas Sully, Washington Allston, e John Vanderlyn, nel 1824 fu colpito da un insulto apoplettico, che lo condusse a morte il 9 luglio 1828, all'età di 72 anni. Sinceramente pianto dai suoi contemporanei, Stuart venne seppellito nel Old South Burial Ground del Boston Common.

## Retaggio

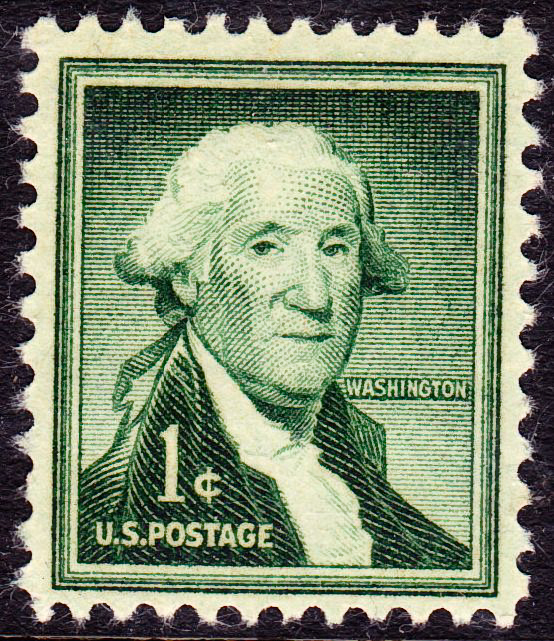
I lavori di Stuart, oltre che nella celebre banconota da 1 dollaro, sono stati riprodotti anche nella filatelia: nell'immagine, un francobollo del 1954 commemorante Washington

Alla fine della sua carriera, Stuart si era conquistato le simpatie di più di un migliaio di politici e figure di un certo rilievo; era celebrato per la freschezza e il vigore della sua pittura, e i suoi modelli lo trovavano una persona molto gradevole. John Adams, per esempio, ne conservò un vivido ricordo:
Altra peculiarità dello Stuart era quella di non realizzare bozzetti preparatori dei ritratti che eseguiva, iniziando a dipingere direttamente sulla tela: è stato lo stesso artista a definire questa caratteristica del suo stile pittorico, in un acuto consiglio che rivolse all'allievo Matthew Harris Jouett.
Lo Stuart è rappresentato con esemplari cospicui nel Metropolitan Museum of Art di New York, nella National Gallery of Art di Washington, nella National Portrait Gallery londinese e nel Museum of Fine Arts di Boston; il culto dell'artista è mantenuto vivo anche attraverso l'istituzione nel 1930 di un ente museale nella sua casa natale, a Saunderstown.